# Jasna Vidakovič
Jasna Vidakovič (rojena Vogrič), slovenska radijska urednica in glasbena producentka,  *7. avgust 1947, Ljubljana.

## Življenjepis
Osnovno šolo je obiskovala v Ljubljani, kjer je nato tudi maturirala na klasični gimnaziji. Po končani gimnaziji se je vpisala na Filozofsko fakulteto v Ljubljani, kjer je študirala muzikologijo ter angleščino.
Še kot absolventka muzikologije in diplomantka anglistike se je leta 1973 zaposlila v uredništvu za resno glasbo Glasbenega programa Radia Ljubljana. Postala je prva urednica za ljudsko glasbo, ki je kasneje postala redakcija za ljudsko glasbo. Kot urednica je začela z delom v glasbenodokumentarni oddaji Slovenska zemlja, ki je vključevala raznovrstni program, od reportaž, portretnih oddaj, komentiranih koncertov izvirne slovenske ljudske glasbe, do narečnih pogovorov, v katerih so predstavljali šege in običaje vseh etničnih pokrajin Slovenije, tudi avstrijske Koroške, Porabja in Slovenske Benečije.
Pri svojem delu je Jasna Vidakovič za Arhiv Radia Slovenija pridobila okrog 20.000 minut zvočnih dokumentov izvirnega ljudskega petja, godčevstva in narečnih pripovedi, ki jih pri svojem delu uporabljajo tudi druge radijske in televizijske redakcije.
Jasna Vidakovič je tudi članica ožje projektne skupine za tradicionalno in folk glasbo v mednarodni medijski organizaciji EBU. Leta 2004 je ob vstopu Slovenije v Evropsko unijo organizirala in kot avtorica predstavila 3 koncerte ljudske glasbe z neposrednimi prenosi na Radiu Slovenija. 
Je tudi glasbena producentka, urednica in komentatorka raznih zvočnih izdaj, avdiokaset in zgoščenk. Članke in uvodnike objavlja v raznih monografskih in spominskih knjižicah, pa tudi v časopisih in revijah.
Jasna Vidakovič je sodelovala tudi pri ustanovitvi Kulturnega društva Folk Slovenija, Glasbenoinformacijskega središča Slovenije ter zdajšnjega Inštituta za glasbenoinformacijske znanosti pri Centru za interdisciplinarne in multidisciplinarne raziskave in študije Univerze v Mariboru. Je tudi vodja delovne skupine za slovensko ljudsko izročilo pri Glasbeni matici Ljubljana.

## Delo
- Knjižna in zvočna izdaja Sto slovenskih ljudskih pesmi (Prešernova družba, 2003).